# Qarah Dāy
Qarah Dāy (persiska: قَرِه دای, قَرا دای, قره دای, قَرَ دِه, Qareh Dāy) är en ort i Iran.   Den ligger i provinsen Hamadan, i den nordvästra delen av landet, 200 km väster om huvudstaden Teheran. Qarah Dāy ligger 1 600 meter över havet och antalet invånare är 254.
Terrängen runt Qarah Dāy är huvudsakligen platt, men norrut är den kuperad.Runt Qarah Dāy är det ganska tätbefolkat, med 104 invånare per kvadratkilometer. Närmaste större samhälle är Ājorlū, 5,0 km väster om Qarah Dāy. Trakten runt Qarah Dāy består i huvudsak av gräsmarker.